# Ryanair

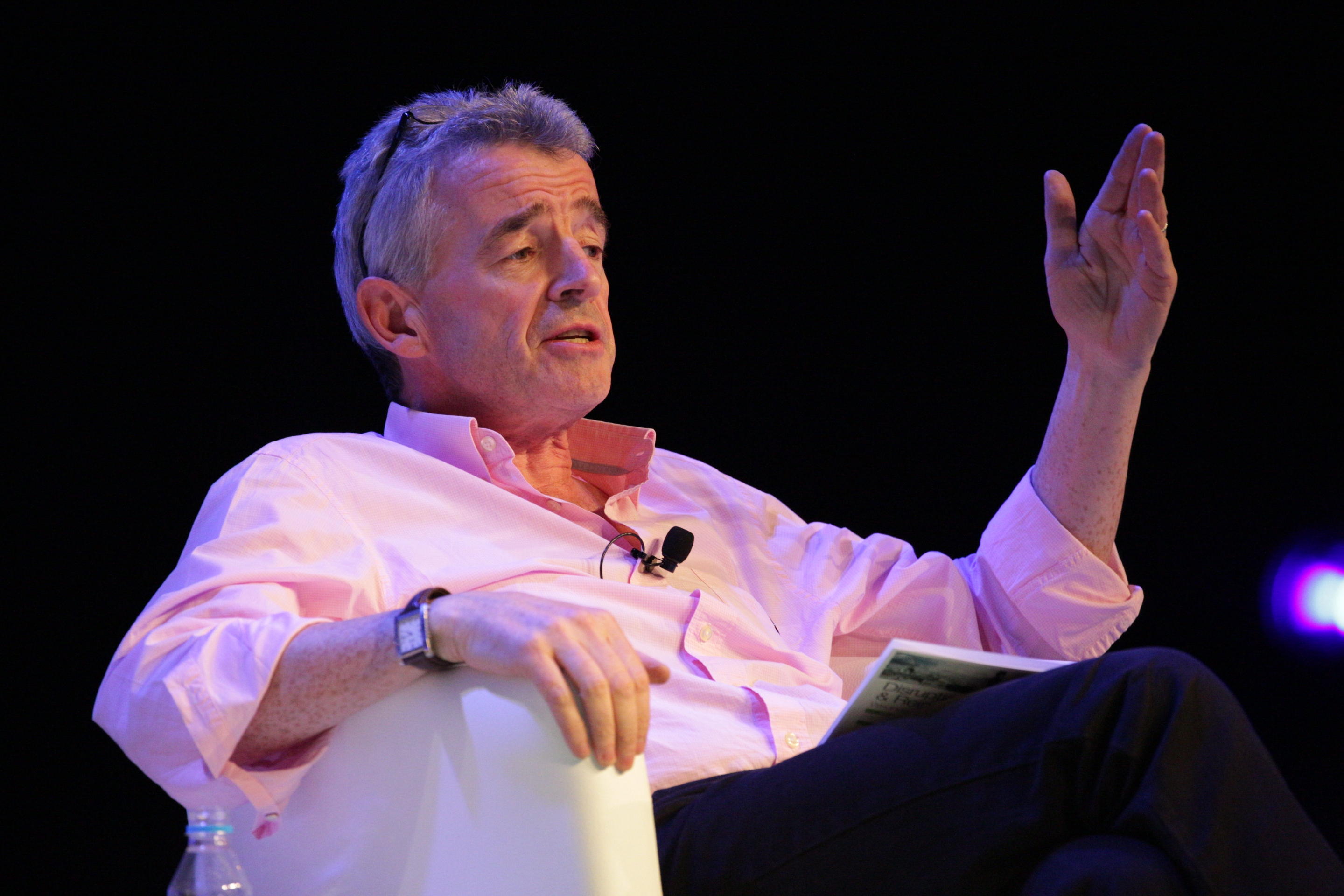
Michael O’Leary (2015)

Ryanair ist eine irische Billigfluggesellschaft mit Sitz in Dublin und Heimatbasis auf dem Flughafen Dublin. Sie ist eine Tochtergesellschaft der irischen Ryanair Holdings PLC und war nach Passagierzahlen mit 152 Millionen Reisenden im Jahr 2019 die größte Fluggesellschaft Europas. Das Unternehmen ist Mitglied im ISEQ Overall Index an der Euronext Dublin.

Logo der Ryanair bis 2013

## Geschichte

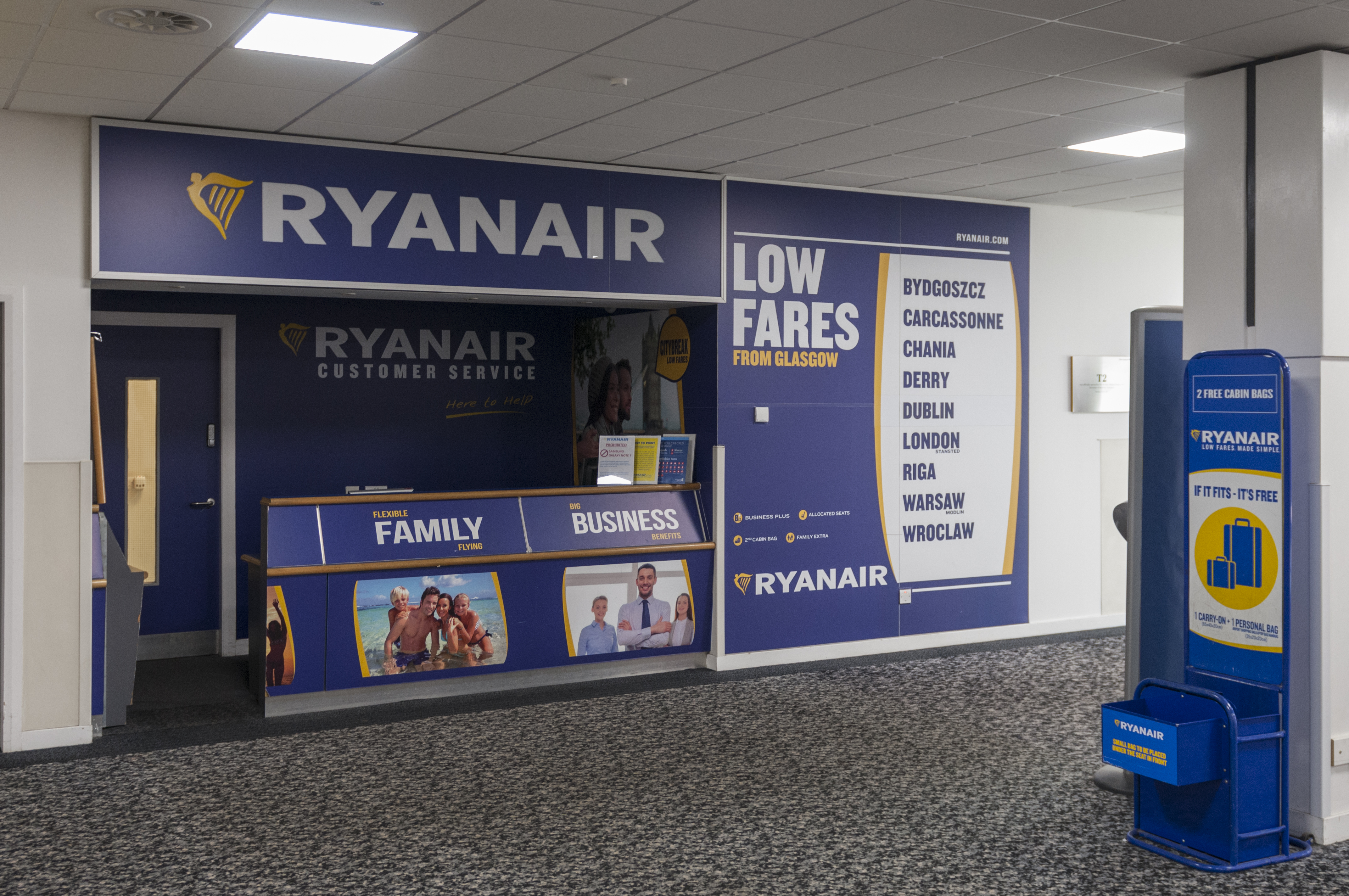
Schalter der Ryanair in Glasgow

Ryanair wurde 1984 unter anderem vom irischen Unternehmer Tony Ryan als Regionalfluggesellschaft gegründet und startete mit täglichen Flügen zwischen der irischen Stadt Waterford und London-Gatwick. Eingesetzt wurden Turboprop-Maschinen des Typs Embraer EMB 110 Bandeirante. Später folgten größere Flugzeuge des Typs ATR 42. In den folgenden Jahren versuchte die Airline ohne großen Erfolg, in den lukrativen Markt von Aer Lingus und British Airways auf der „Rennstrecke“ Dublin–London einzubrechen. Die Gesellschaft blieb stark defizitär.
Seit 1993 führt Michael O’Leary das Unternehmen, nachdem er schon seit 1988 leitende und beratende Funktionen bei Ryanair hatte. Er übernahm die Strategie der Familie Ryan nicht und setzte von Anfang an voll auf das Billigflug-Konzept „Niedrigste Preise/Keine Extras“ der US-amerikanischen Fluggesellschaft Southwest Airlines, indem er unrentable Strecken einstellte und sich auf einen Flugzeugtyp beschränkte. Ab März 1994 wurde die Flotte komplett von BAC 1-11 auf Boeing 737 umgerüstet.
Ryanair begann 1997 im Rahmen der Deregulierung des EU-Luftverkehrs mit der Expansion auf das europäische Festland. Seit 1999 ist der ehemalige Militärflugplatz Hahn, der eigens zu diesem Anlass in „Frankfurt-Hahn“ umbenannt wurde, erster deutscher Stützpunkt im Ryanair-Flugplan. Im Jahr 2003 übernahm Ryanair den verlustreichen Niedrigpreis-Ableger Buzz von KLM Cityhopper. Zweiter deutscher Stützpunkt der Ryanair wurde Ende März 2007 der Flughafen Bremen. Der Flughafen Niederrhein ist seit Juni 2007 der dritte deutsche Stützpunkt. Mittlerweile landen die Maschinen der Fluggesellschaft auch auf vielen anderen Flughäfen in Deutschland.
Aus Wettbewerbsgründen hat die Europäische Kommission Ende Juni 2007 Ryanair eine Übernahme der irischen Aer Lingus untersagt. Beide Unternehmen zusammen würden sonst 80 % der innereuropäischen Flüge ab Dublin beherrschen, was den Verbrauchern schaden würde.
Das Unternehmen macht immer wieder mit aggressiver Werbung auf sich aufmerksam und polemisiert gegen Konkurrenten („Auf Wiedersehen Späthansa“ oder „Bye Bye Latehansa“ als Anspielung auf Lufthansa). Einen Höhepunkt dieser Werbestrategie gab es im Mai 2003, als Ryanair-Mitarbeiter mit einem Weltkriegspanzer zum Flughafen London-Luton fuhren, um den „Preiskrieg“ gegen easyJet in Szene zu setzen. Galionsfigur der Medienpräsenz der Ryanair ist Geschäftsführer Michael O’Leary.
Laut Angaben des Luftfahrtverbandes IATA beförderte Ryanair 2009 mit etwa 81,4 Millionen Fluggästen mehr Passagiere im internationalen, das heißt grenzüberschreitenden Luftverkehr, als jede andere Fluggesellschaft. Ryanair bezeichnet sich daher als die größte internationale Fluggesellschaft.
Ryanair ist eine Aktiengesellschaft, deren Aktien an den Börsen in Dublin, London und New York gehandelt werden.
Im August 2013 wurde Ryanair durch die britische Wettbewerbsbehörde dazu verpflichtet, ihren Anteil an Aer Lingus von knapp 30 auf 5 Prozent zu senken. Dies macht nach mehreren gescheiterten Versuchen einen weiteren Anlauf zur Übernahme unwahrscheinlich.
Am 31. März 2017 gab das Unternehmen bekannt, dass man ab Sommer 2018 vom Flughafen Warschau-Modlin mit fünf Boeing 737-800 Charterflüge für polnische Reiseveranstalter durchführen wolle; hierfür solle eigens eine neue Gesellschaft mit dem Namen Ryanair Sun entstehen. Diese Gesellschaft wurde im Herbst 2019 zu Buzz umbenannt. Eine gleichnamige Gesellschaft hatte Ryanair schon früher gekauft.
Im März 2018 kündigte Ryanair an, bis zu 75 % der Anteile der neuen Fluggesellschaft LaudaMotion übernehmen zu wollen. Nach Angaben von Ryanair-Chef Michael O’Leary wolle man so vor allem Einblicke in den Betrieb einer Airbus-Flotte erlangen. Inzwischen hat Ryanair Laudamotion zu 100 % übernommen.
Am 24. März 2020 stellte Ryanair den Flugbetrieb aufgrund der Auswirkungen der COVID-19-Pandemie für mindestens zwei Monate ein.
Im Juni 2020 brach das Passagieraufkommen gegenüber dem Vorjahr um 97 % ein.
Ab 2024 hat Ryanair die Genehmigung, in Marokko Inlandsflüge anzubieten. Das Ziel der Genehmigung ist eine höhere Anzahl der touristischen Besuche des Landes.

## Strategie

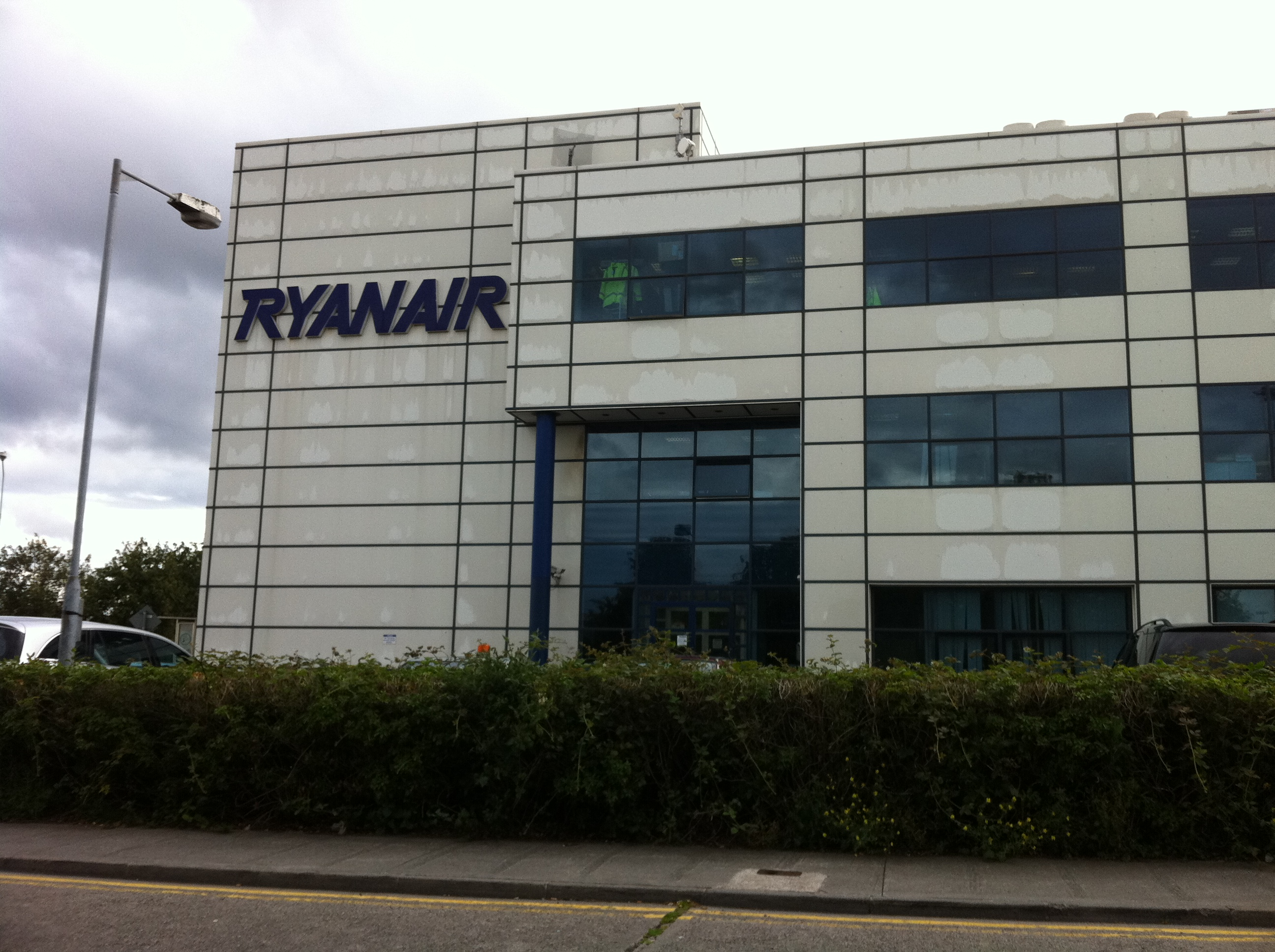
Der ehemalige Hauptsitz der Ryanair in Dublin

Ryanair verfolgt ein sogenanntes No-frills-Konzept. Darunter ist zu verstehen, dass konsequenter als bei anderen Fluggesellschaften üblich Kosten eingespart werden. Dies geschieht bei Ryanair insbesondere anhand folgender Maßnahmen:

### Arbeitnehmerstrukturen
Bis 2009 waren Ryanair-Piloten Angestellte; seitdem müssen sie in Irland ihr eigenes Unternehmen gründen, was Ryanair Sozialabgaben erspart. In Deutschland sind Ryanair-Piloten Angestellte bei der Ryanair-Tochter Malta Air und zahlen Steuern und Sozialabgaben in Deutschland.

### Flugzeuge
Ryanair betreibt eine nahezu einheitliche, junge Flotte von Flugzeugen des Typs Boeing 737-800. Dies spart Lagerhaltung, Wartungspersonal und Pilotenschulungen. Außerdem wird die Flugplanung dadurch weniger komplex, da die Flugzeuge beliebig austauschbar sind und immer die gleiche Sitzplatzzahl und Leistung zur Verfügung stehen. Eine Ausstattung mit Winglets senkt den Treibstoffverbrauch. Auf die sonst üblichen Verstellmöglichkeiten der Rückenlehnen und Sitztaschen wird bei Ryanair verzichtet, um Gewicht zu sparen. Außerdem sind die Sitze mit wischfestem Kunstleder bezogen, um eine schnellere Reinigung zu ermöglichen. Ein Großteil der Flotte ist innen mit Werbeflächen ausgestattet. Die Bestuhlung ist mit 189 Sitzplätzen relativ eng und es gibt kein In-flight Entertainment an Bord. Es werden kontinuierlich neue Maschinen gekauft und alte verkauft, um Wartungskosten zu sparen. Zudem liegt die Auslastung der Sitze mit teilweise 96 % (Juli 2017) sehr hoch im Vergleich zu Mitbewerbern.
Neben den Flugzeugen des Herstellers Boeing betreibt Ryanair auch vier Learjets, die zum Transport von Personal und Ersatzteilen genutzt werden.
| Typ                  | Anzahl |
| -------------------- | ------ |
| Boeing 737-8AS       | 409    |
| Boeing 737 MAX 8-200 | 77     |
| Boeing 737-73S       | 1      |
| Learjet 45           | 4      |

### Auswahl der Flughäfen

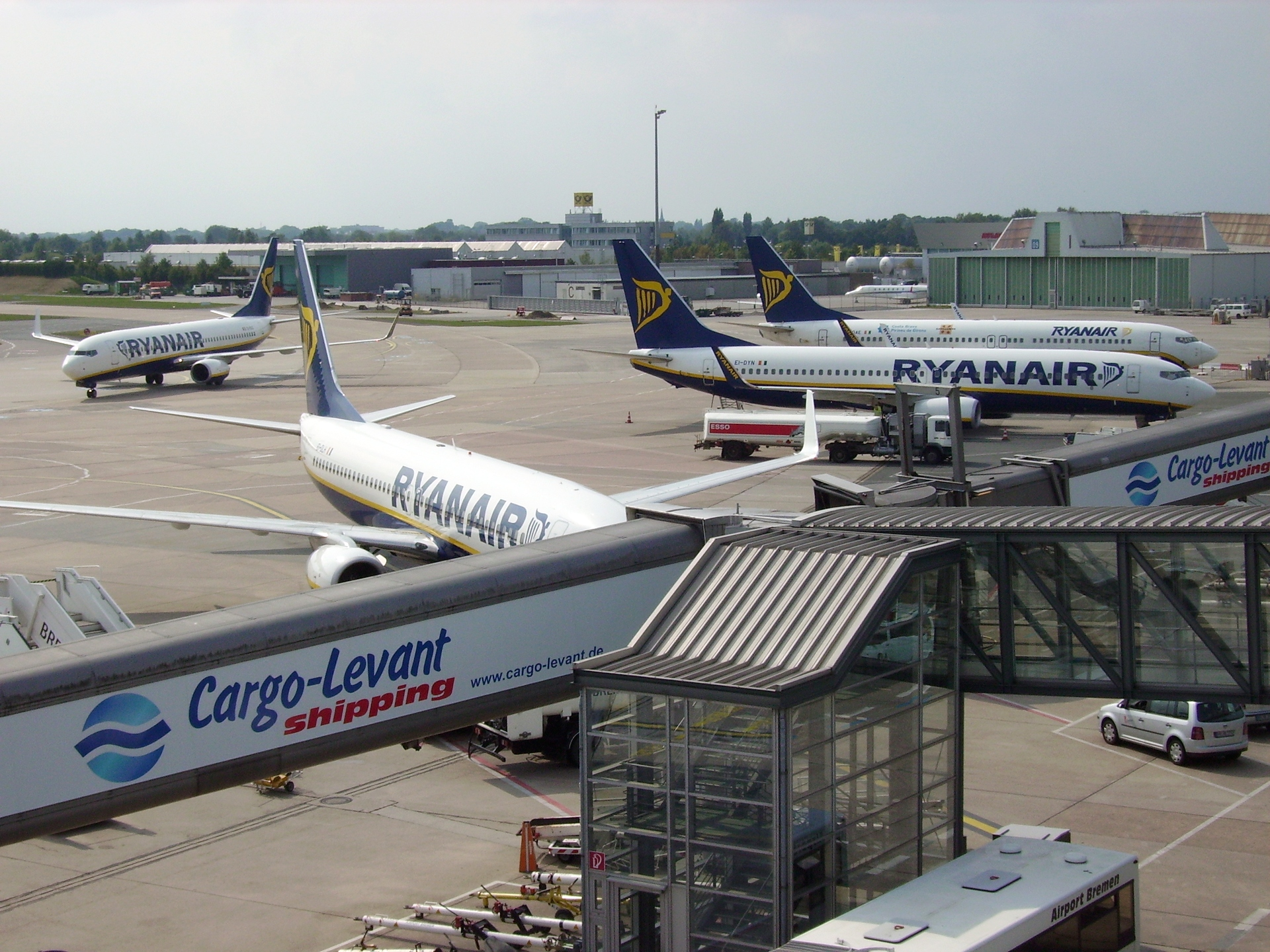
Vier Boeing 737-800 der Ryanair auf dem Flughafen Bremen

Ryanair sucht sich ihre Zielflughäfen vorrangig nach den Kosten aus. Die Gesellschaft versucht, große Vergünstigungen zu erzielen, und erhält diese auch in Form von Subventionen, mehrheitlich in Gebieten mit wirtschaftlich schwacher Infrastruktur. Die Legalität dieser Subventionen ist oftmals umstritten. Diese Regionen erhoffen sich durch die Ansiedlung von Ryanair einen wirtschaftlichen und touristischen Aufschwung und somit die Entstehung von Arbeitsplätzen. Allerdings wird immer wieder der Betrieb zu einigen Flughäfen – teils sehr kurzfristig – eingestellt, wenn dort die Gebühren erhöht werden oder der Vertrag für die verbilligten Abgaben ausgelaufen ist.
Ein zweites und wichtiges Kriterium besteht darin, kurze Standzeiten der Maschine von etwa 25 Minuten zu garantieren. Dabei wird nicht nur auf die vorhandene Kapazität von Abfertigungsressourcen Augenmerk gelegt, sondern auch auf kurze Rollzeiten. Im Blickpunkt von Ryanair stehen somit Flughäfen mit eher geringer Auslastung und damit vielen Reserven, die meist abseits der großen Ballungszentren liegen. So kann der Turnaround deutlich kürzer ausfallen. Ferner wird so weit wie möglich auf Fluggastbrücken verzichtet, um den Fluggastwechsel an der vorderen und hinteren Tür durchführen zu können.
Da Ryanair zum Teil nicht die zentralen Flughäfen großer Städte anfliegt, werden die angeflogenen kleineren und weiter davon entfernten Flughäfen oft mit dem Namen der nächstliegenden Metropole kombiniert wie beispielsweise Stockholm-Västerås, Hamburg-Lübeck, Düsseldorf-Weeze, Frankfurt-Hahn oder Barcelona-Girona. Dieses Verfahren wird auch von anderen Billigfluggesellschaften angewandt, ist jedoch sehr umstritten und wird von vielen anderen Fluggesellschaften scharf kritisiert, da die Flughäfen teils über 100 Kilometer und eine entsprechend lange Fahrzeit entfernt vom Stadtzentrum liegen und somit die Namensgebungen den Verbraucher täuschen würden.

### Flughäfen und Streckennetz

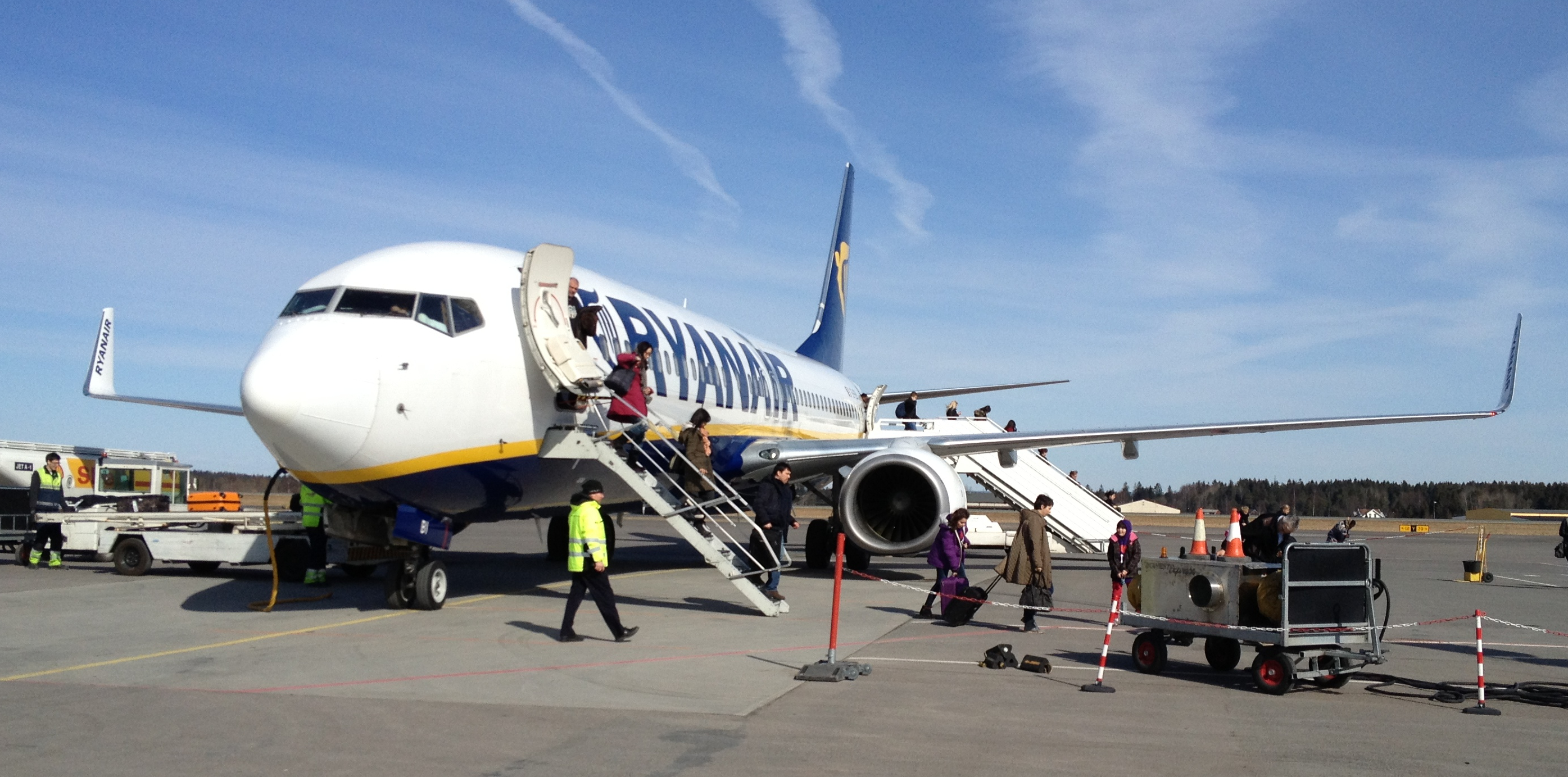
Wenn möglich, nutzt Ryanair eine in das Flugzeug integrierte Fluggasttreppe (vorne).

Die Stützpunktflughäfen sind so über Europa verteilt, dass es nicht zu „Einsatzflügen“ morgens und abends kommen muss. Der Großteil der Flugzeuge startet und endet an einem Stützpunkt (wenige Ausnahmen als W-Muster = A → B → C → B → A). Die Flughäfen müssen (mit wenigen Ausnahmen) ermöglichen, einen 25-minütigen Turn-Around (Zeit zwischen Landung und Abflug) durchzuführen, sodass die Maschinen möglichst wenig am Boden stehen. Es werden hauptsächlich Punkt-zu-Punkt-Flüge durchgeführt, wodurch kein Gepäckmanagement oder Risiko durch verpasste Anschlussflüge entsteht. Überwiegend werden Reiseziele mit günstigen Flughafengebühren oder – wenn möglich – regionalen Subventionen angeflogen, „teurere Flughäfen“ nur bei erwarteter hoher Auslastung (z. B. Berlin, London, Dublin, Barcelona, Madrid). Ryanair nutzt, wo möglich, die in die Maschinen integrierte Fluggasttreppe, um die kostenpflichtigen Treppen der Flughafenbetreiber zu ersetzen.

### Gepäck- und Zusatzgebühren
Ryanair erhebt für den Online-Check-In keinen Aufpreis, für den Check-In am Schalter dagegen schon. Auch für optionale Dienstleistungen fallen Entgelte an, unter anderem für Getränke und Mahlzeiten sowie die Beförderung von aufgegebenem Gepäck. Seit Januar 2012 können zudem erstmals Sitzplätze in der vordersten Reihe oder am Notausgang gegen Entgelt reserviert werden.
Trotz dieser Kosten war laut Stiftung Warentest Ryanair im Jahr 2009 günstiger als andere Fluglinien. Der durchschnittliche Ticketpreis lag Ende 2016 bei rund 33 Euro.
Im Oktober 2013 kündigte Ryanair eine deutliche Senkung einiger Entgelte an, für den Ausdruck einer vergessenen Bordkarte beispielsweise von 70 auf 15 Euro. Ebenso wird ein zweites kleines Handgepäckstück erlaubt, und Tippfehler bei der Buchung sind zukünftig über die Hotline oder den Ryanair-LiveChat ohne Aufpreis änderbar.
Am 24. August 2018 kündigte Ryanair an, auf Flügen ab 1. November 2018 die Handgepäckregelung für Gäste ohne Priority Boarding (6 Euro) zu ändern: Statt eines großen (55 × 20 × 40 cm, max. 10 kg) und eines kleinen Handgepäckstücks (35 × 20 × 20 cm) wird nur noch ein Handgepäckstück als Freigepäck kostenfrei befördert, dessen Größe auf 40 × 20 × 25 cm reduziert wurde (42 × 20 × 30 cm werden derzeit aus Kulanz akzeptiert). Kleinere Gepäckstücke müssen in erster Linie unter dem Vordersitz verstaut werden. Um weiterhin ein größeres Gepäckstück (55 × 20 × 40 cm, max. 10 kg) als Handgepäck in die Kabine mitnehmen zu können, muss nunmehr das erwähnte Priority Boarding (ein größeres und ein kleines Gepäckstück) gebucht oder das Gepäck (55 × 20 × 40 cm, max. 10 kg) als Reisegepäck für 8 (bei Buchung) beziehungsweise 10 Euro (später) deklariert und wie Reisegepäck aufgegeben werden. Aufgrund der faktisch begrenzten Gepäckablagekapazität in den Kabinen (nur rund 100 große Handgepäckstücke) können nur rund 95 Fluggäste das neue Priority Boarding buchen. Ryanair begründet die Änderungen insbesondere damit, dass wegen der faktisch auf 100 Gepäckstücke begrenzten Gepäckablagen der Kabinen insoweit überzählige Gepäckstücke erst am Gate als Reisegepäck aufgegeben wurden, was zu Verzögerungen geführt habe.

## Flugziele

Flugziele von Ryanair

### Übersicht
Ryanair fliegt fast ausschließlich innerhalb Europas. Es werden aber auch Flüge nach Marokko und den Nahen Osten angeboten. Es liegt eine Genehmigung für Flüge innerhalb Marokkos vor. In Deutschland fliegt Ryanair Berlin Brandenburg, Bremen, Frankfurt-Hahn, Hamburg, Karlsruhe/Baden-Baden, Köln/Bonn, Memmingen, Münster/Osnabrück, Niederrhein, Nürnberg, Paderborn/Lippstadt an. In der Schweiz wird Basel und in Österreich werden Klagenfurt, Salzburg, Linz und Wien angeflogen.

### Basen

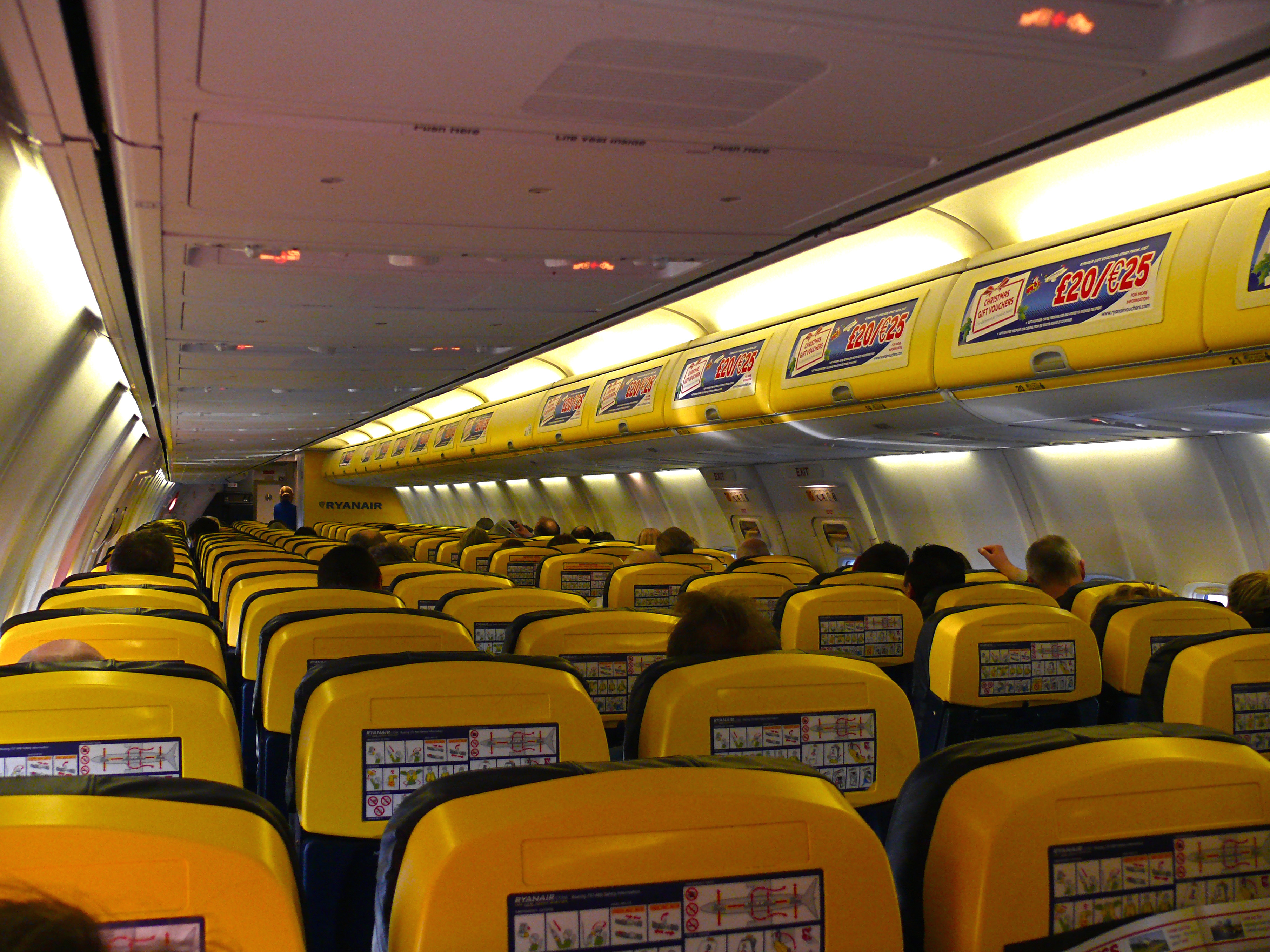
Alte Kabine einer Boeing 737-800 der Ryanair

Mit Stand Juni 2024 sind 95 der genutzten Flughäfen von Ryanair als Basen oder „Stützpunkte“ ausgelegt, an denen jeweils mindestens ein Flugzeug mit Besatzungen fest stationiert ist:
 Belgien: Brüssel-Charleroi
 Bulgarien: Sofia
 Dänemark: Billund, Kopenhagen
 Deutschland: Berlin Brandenburg, Frankfurt-Hahn, Karlsruhe/Baden-Baden, Köln/Bonn, Memmingen, Niederrhein, Nürnberg
 Frankreich: Beauvais-Tillé, Bordeaux, Marseille, Toulouse
 Griechenland: Athen, Chania, Korfu, Thessaloniki
 Irland: Cork, Dublin, Shannon
 Italien: Bari, Bergamo, Bologna, Brindisi, Cagliari, Catania, Lamezia Terme, Mailand-Malpensa, Neapel, Palermo, Pescara, Pisa, Reggio Calabria, Rom-Ciampino, Rom-Fiumicino, Treviso, Triest, Turin, Venedig
 Kroatien: Dubrovnik, Zadar, Zagreb
 Lettland: Riga
 Litauen: Kaunas, Vilnius
 Malta: Malta
 Marokko: Agadir, Fès, Marrakesch, Tanger
 Österreich: Wien
 Polen: Breslau, Danzig, Katowice, Krakau, Posen, Warschau-Modlin
 Portugal: Lissabon, Madeira, Porto, Faro
 Rumänien: Bukarest-Henri Coandă
 Schweden: Göteborg, Stockholm
 Slowakei: Bratislava
 Spanien: Alicante, Barcelona, Girona, Ibiza, Lanzarote, Madrid, Málaga, Palma de Mallorca, Santiago de Compostela, Sevilla, Teneriffa Süd, Valencia
 Tschechien: Prag
 Ungarn: Budapest
 Vereinigtes Königreich: Belfast, Birmingham, Bournemouth, Bristol, East Midlands, Edinburgh, Glasgow-Prestwick, Leeds-Bradford, Liverpool, London-Luton, London-Stansted, Manchester, Newcastle
 Zypern: Paphos

## Flotte

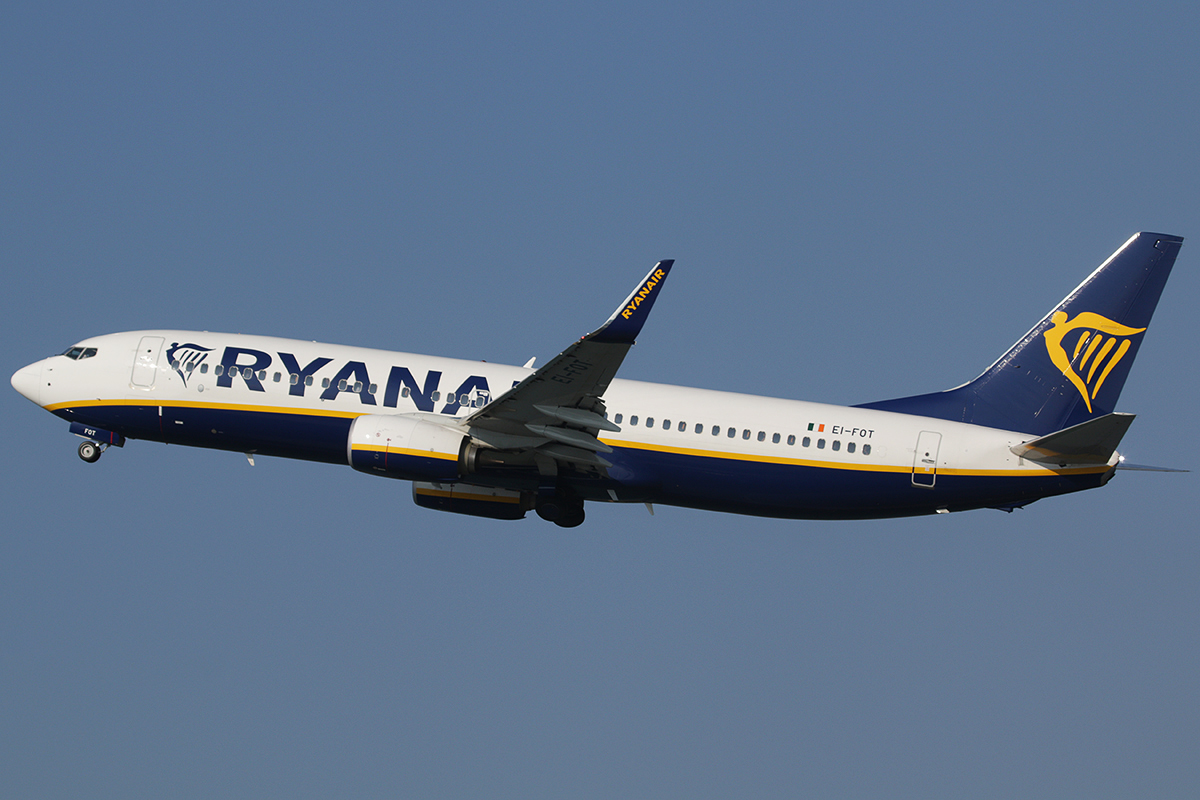
EI-FOT Ryanair Boeing 737-800

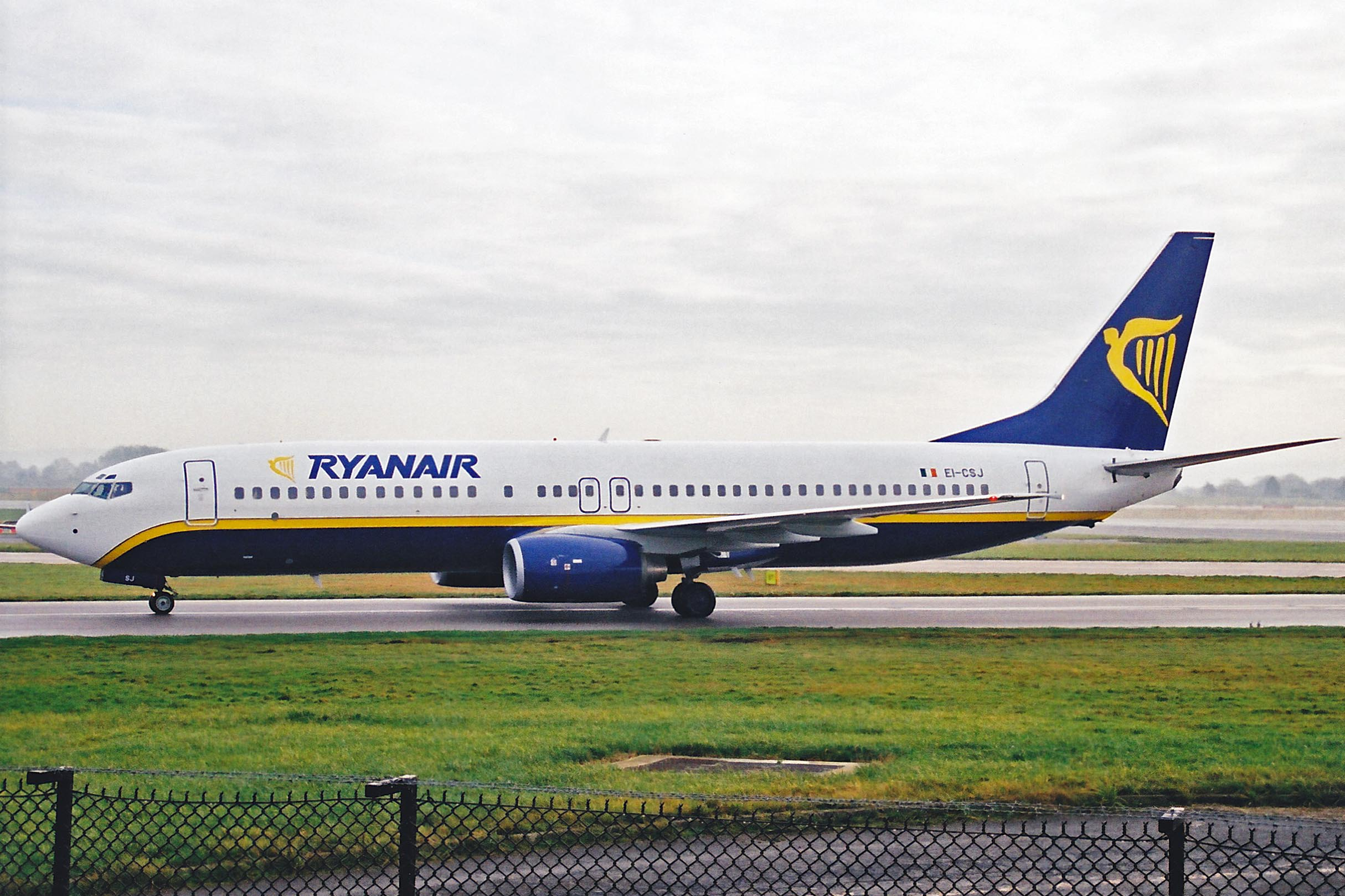
Boeing 737-800 der Ryanair im alten Farbschema

### Aktuelle Flotte
Mit Stand April 2025 besteht die Flotte der Ryanair aus 322 Flugzeugen mit einem Durchschnittsalter von 10,7 Jahren:

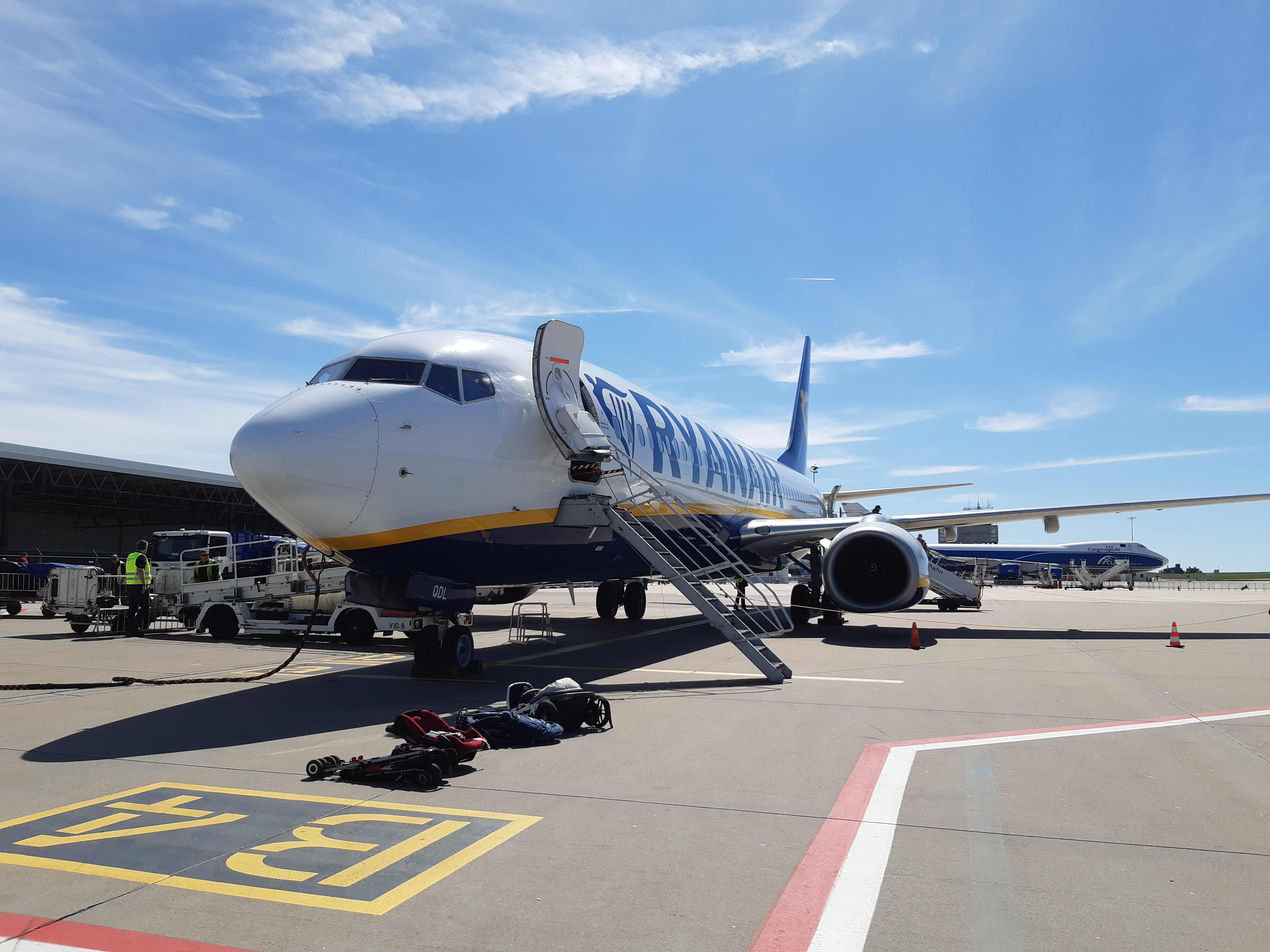
Ryanair Boeing 737-8AS am Flughafen Frankfurt-Hahn beim Offboarding

| Flugzeugtyp        | Anzahl | bestellt | Anmerkungen                                                                              | Sitzplätze | Durchschnittsalter |
| ------------------ | ------ | -------- | ---------------------------------------------------------------------------------------- | ---------- | ------------------ |
| Boeing 737-800     | 205    |          | eine inaktiv; mit Winglets ausgestattet; Umbau auf Split Scimitar Winglets               | 189        | 15,2 Jahre         |
| Boeing 737 MAX 200 | 117    | 036      | Lieferung (gesamte Ryanair Holdings): 147 ausgeliefert Eigenbezeichnung: Boeing 737-8200 | 197        | 02,3 Jahre         |
| Boeing 737 MAX 10  |        | 150      | + 150 Optionen; Auslieferung von 2027 bis 2033                                           | 228        |                    |
| Gesamt             | 322    | 186      |                                                                                          |            | 10,7 Jahre         |

### Besonderheiten hinsichtlich der Flotte
Ryanair betreibt ausschließlich Maschinen des Typs Boeing 737 und zugleich die weltweit zweitgrößte Flotte dieses Typs. Diese Begrenzung auf einen Flugzeugtyp resultiert aus dem Ryanair-Grundsatz des einfachen Flottenmanagements, einer Strategie mit dem Ziel, durch die Vereinheitlichung der Flotte Kosten für Einkauf, Wartung und Personalschulung einzusparen.
Am 17. Dezember 2018 wurde die letzte von Ryanair bestellte Boeing 737-800 ausgeliefert. Zu jenem Zeitpunkt waren 135 Lieferungen für den Flugzeugtyp Boeing 737 MAX 200 ausstehend. Ryanair bezeichnet ihre neuen Flugzeuge der 737 Max Baureihe in Folge der Abstürze in Indonesien und Äthiopien als 737-8200 „Gamechanger“.
Da sich Ryanair auf eine Boeing 737-Flotte festgelegt hat, ist die Fluggesellschaft die größte aus dem EU-Raum, die noch nie eine Maschine der Marke Airbus betrieben hat. Mit der Übernahme von Anteilen an LaudaMotion war Ryanair jedoch indirekter Betreiber mehrerer Airbus-Maschinen.

### Ehemalige Flugzeugtypen

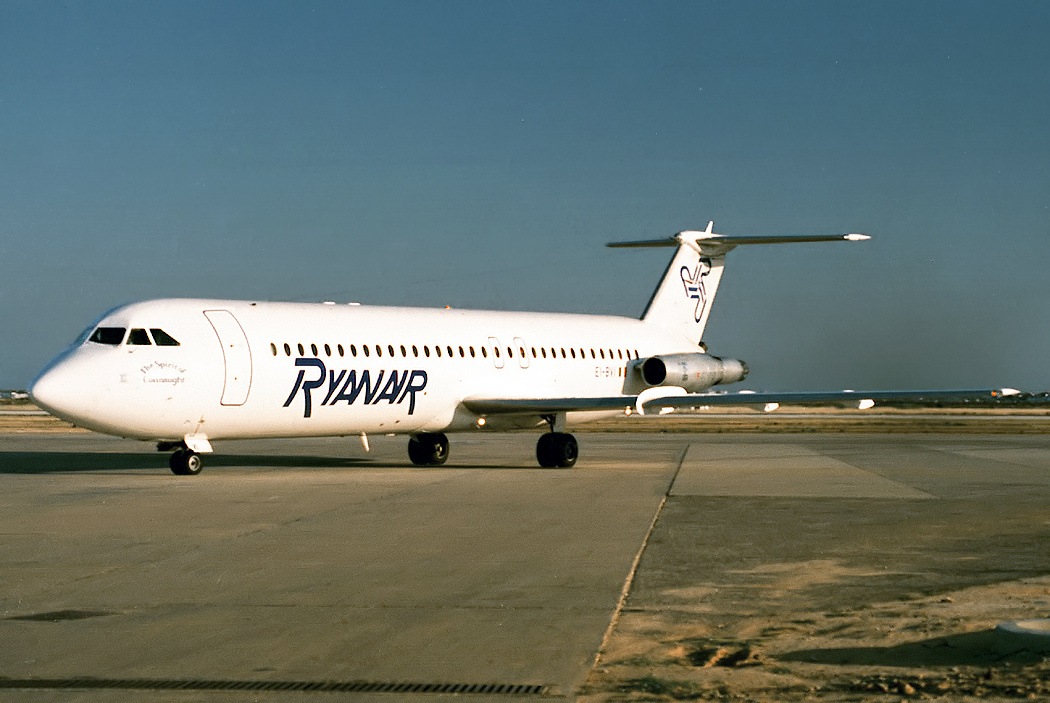
BAC 1-11 der Ryanair im Jahr 1989

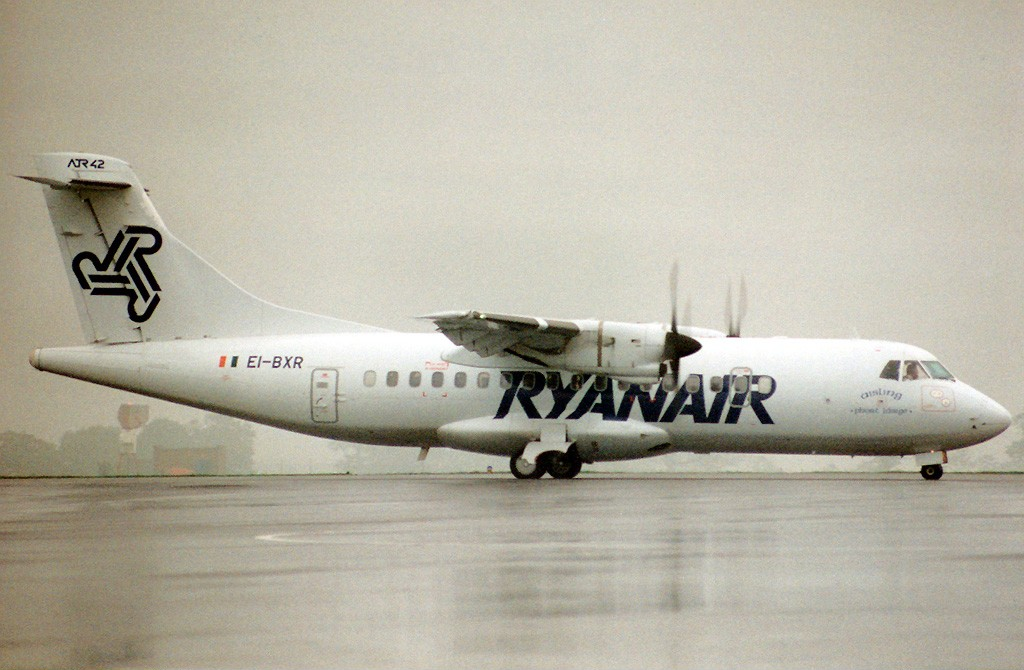
ATR 42-300 der Ryanair im Jahr 1989

In der Vergangenheit setzte Ryanair unter anderem folgende Flugzeugtypen ein:
| Flugzeugtyp     | Einsatzjahre |
| --------------- | ------------ |
| Avro 748        | 1986–1989    |
| BAC 1-11        | 1987–1994    |
| ATR 42-300      | 1989–1992    |
| Embraer EMB 110 | 1985–1989    |
| Boeing 737-200  | 1994–2005    |
| Boeing 737-300  | 2003–2004    |
| Boeing 737-400  | 2004–2005    |
| Boeing 737-700  | 2015–2023    |

### Sonderbemalungen
Ryanair betreibt einige ihrer Maschinen mit Sonderbemalungen, die meist entweder Werbung (in der Regel für bestimmte Städte oder Regionen, die angeflogen werden) tragen oder aber Konkurrenten der Gesellschaft provokativ thematisieren. Wie zum Beispiel die Bemalung „bye  bye EasyJet“.
| Flugzeugtyp    | Luftfahrzeugkennzeichen | Bemalung             | Zeitraum            | Bild |
| -------------- | ----------------------- | -------------------- | ------------------- | --- |
| Boeing 737-800 | EI-DPN EI-DPR           | „Cantabria Infinita“ | seit September 2023 | Bild gesucht Die Wikipedia wünscht sich an dieser Stelle ein Bild. Weitere Infos zum Motiv findest du vielleicht auf der Diskussionsseite . Falls du dabei helfen möchtest, erklärt die Anleitung , wie das geht. |
| Boeing 737-800 | EI-EBW                  | „Visit Wroclaw“      | seit November 2024  | Bild gesucht Die Wikipedia wünscht sich an dieser Stelle ein Bild. Weitere Infos zum Motiv findest du vielleicht auf der Diskussionsseite . Falls du dabei helfen möchtest, erklärt die Anleitung , wie das geht. |
| Boeing 737-800 | EI-EFE EI-EFF           | „Kujawy Pomorze“     | seit Juni 2024      | |
| Boeing 737-800 | EI-EVX                  | „visitazores.com“    | seit Oktober 2023   | |

### Schwestergesellschaften
Tochtergesellschaften der Ryanair Holdings PLC außer Ryanair.
| Flagge                               | Airline                              | Gründung                             | Flottengröße | Anmerkungen                                  |
| ------------------------------------ | ------------------------------------ | ------------------------------------ | ------------ | -------------------------------------------- |
| Polen                                | Buzz                                 | 2018                                 | 072          | Anteilseigner von 100 %                      |
| Vereinigtes Königreich               | Ryanair UK                           | 1985/ 2019 AOC erhalten              | 015          | Anteilseigner von 100 %                      |
| Malta                                | Malta Air                            | 2019                                 | 179          | Joint Venture mit der maltesischen Regierung |
| Malta                                | Lauda Europe                         | 2019                                 | 026          | Anteilseigner von 100 %                      |
| Flottengröße Schwestergesellschaften | Flottengröße Schwestergesellschaften | Flottengröße Schwestergesellschaften | 294          |                                              |

### Ehemalige Fluggesellschaften
| Flagge                 | Airline     | Gründung | Anmerkungen |
| ---------------------- | ----------- | -------- | --- |
| Vereinigtes Königreich | Buzz        | 2000     | wurde 2003 von Ryanair übernommen und ging in dieser auf                                                                   |
| Österreich             | Laudamotion | 2004     | Betrieb 2020 eingestellt, war eine Tochtergesellschaft der Ryanair Holdings PLC und eine Schwestergesellschaft von Ryanair |

## Kritik

### Kundenservice
In einem von der Stiftung Warentest 2009 durchgeführten Vergleichstest schnitt Ryanair in puncto Information und Buchung unter zehn getesteten Billigfliegern am schlechtesten ab. Es gab nur folgende Kontaktmöglichkeiten: Eine Telefon-Hotline für Neu- und Umbuchungen sowie Stornierungen, eine für den „erweiterten Internet-Support“, eine Anschrift für schriftliche Belange, die jedoch in englischer Sprache an die Zentrale in Irland geschickt werden mussten, und eine Faxnummer, die aber nur Beanstandungen für genutzte Flüge betrifft. Eine E-Mail-Adresse war auf der Website von Ryanair nicht angegeben, obwohl Kapitel II Artikel 5 Absatz 1c) der EG-Richtlinie über den elektronischen Geschäftsverkehr dies zwingend vorschreibt. Ein Kontaktformular für Anfragen ist jedoch auf der Website der Gesellschaft vorhanden. Neuerdings gibt es eine E-Mail-Adresse sowie einen Chat. Auch kann man Fragen auf Twitter stellen.

### Verbraucherschutz
Probleme hatte Ryanair schon unter anderem mit der Zentrale zur Bekämpfung unlauteren Wettbewerbs wegen der Bezeichnung von Flughäfen. Diese werden oft nach Großstädten benannt, die zumeist weit entfernt von der jeweiligen Stadt liegen. So liegen beispielsweise die Flughäfen Düsseldorf (Weeze), Frankfurt-Hahn, Stockholm-Skavsta und Beauvais mehr als 50 km von der Stadt entfernt, nach der sie benannt wurden. Vor Gericht hat allerdings zumeist Ryanair Recht bekommen. Mittlerweile haben sich einige Flughäfen auch offiziell den Namen gegeben, der zuvor schon von Ryanair verwendet wurde. In anderen Fällen hat die Fluggesellschaft selbst einen anderen Namen gewählt. So hieß der Leipzig-Altenburg Airport bei Ryanair bis zur Einstellung des Betriebes nur noch „Altenburg“. Der Flughafen Memmingen wird nur in Klammern mit dem Hinweis „München-West“ versehen.
Probleme gab es auch mit den restriktiven Geschäftsbedingungen in vergangenen Jahren. Im März 2004 entschied das Landgericht Köln, dass die bisherige Klausel „Sämtliche bezahlte Beträge (einschließlich Steuern und Gebühren) sind nicht erstattbar“ für den Fall einer Stornierung ungültig ist, Ryanair also wenigstens die Steuern und Gebühren erstatten muss. Denn diese Kosten entstehen Ryanair in diesem Falle erst gar nicht. Geklagt hatte die Wettbewerbszentrale. Aufgrund dieser Klage wurden die AGB geändert. Ryanair erhebt jedoch inzwischen (Stand Oktober 2010) eine „Verwaltungsgebühr für Rückerstattung staatlicher Steuern“ in Höhe von 20 Euro. Wenn der zu erstattende Betrag weniger beträgt (was häufig der Fall ist) als die Verwaltungsgebühr, erfolgt keine Erstattung. Dabei ist zu beachten, dass nicht alle Gebühren erstattungsfähig sind. Für die sogenannte Passenger Service Charge ist bereits bei der Flugbuchung „Non Refundable“ vermerkt. Somit verringern sich die erstattungsfähigen Gebühren teilweise um über 50 %.
Ausgefallene, stornierte, erheblich verspätete Flüge und auch Flüge, bei denen Ryanair die Abflugzeit um mehr als drei Stunden per Flugplanänderung nach Buchung geändert hat, können vom Passagier nach Erhalt einer entsprechenden Benachrichtigung oder auf der Website kostenlos auf einen anderen Flug umgebucht werden. Wahlweise erhalten die Personen auch innerhalb sieben Tagen eine Erstattung von Flugpreis und Gebühren oder einen Gutschein, der ebenfalls auf der Website von Ryanair eingelöst werden kann.
Ryanair erhielt eine rund drei Millionen Euro schwere Strafe, weil sie etwa 180 Passagieren während des Ausbruchs des Eyjafjallajökull 2010 und den darauf folgenden Flugausfällen besonders am Flughafen Rom-Ciampino nicht (beispielsweise durch Getränke) geholfen hat. Nun bietet die Fluggesellschaft Entschädigungen an.
Einer Klage des Bundesverbandes der Verbraucherzentralen wegen Erhebung von Gebühren für alle Kartenzahlungen mit Ausnahme der nicht weit verbreiteten Visa-Electron-Karte wurde am 30. April 2009 vor dem 23. Zivilsenat des Kammergerichts Berlin stattgegeben. Die durch Ryanair gegen dieses Urteil eingelegte Revision wurde vom Bundesgerichtshof (AZ: Xa ZR 68/09) zurückgewiesen. Ungeachtet dieser Gerichtsurteile hält Ryanair weiterhin an der Praxis fest, Gebühren für alle Zahlungsmöglichkeiten mit Ausnahme der in Europa wenig verbreiteten Mastercard Prepaidkarte und der Zahlungsmethode „Sofortüberweisung“ zu erheben. Mittlerweile kann man seinen Flug auch mit PayPal bezahlen.

### Subventionen durch Flughäfen
Ryanair fliegt in erster Linie kleinere Regionalflughäfen an, wobei das Unternehmen größere Gebührennachlässe aushandelt. An manchen Flughäfen soll Ryanair keinerlei Gebühren zahlen, sondern stattdessen Marketingmaßnahmen für die Flughäfen übernehmen. Wie Erfahrungen zeigen, setzt Ryanair oftmals explizit auf die dauerhafte Subventionierung ihrer Strecken durch regionale Gebietskörperschaften.
Nach einer Klage von Konkurrenten wurde deshalb Ryanair im September 2003 verpflichtet, die vom elsässischen Flughafen Straßburg illegal erhaltenen Subventionen zurückzuzahlen. Infolgedessen kehrte das Unternehmen dem französischen Flughafen den Rücken und fliegt seit Oktober 2003 vom circa 40 km nördlich liegenden Flughafen Karlsruhe/Baden-Baden.
Am 3. Februar 2004 entschied die Europäische Kommission, dass circa 75 Prozent der Subventionen, die das Unternehmen vom staatlichen Flughafen Brüssel-Charleroi erhalten hatte, unrechtmäßig seien und von Ryanair zurückgezahlt werden müssten. Der Europäische Gerichtshof urteilte im anschließenden Gerichtsverfahren, dass die EU-Kommission bei der Beurteilung fehlerhaft vorgegangen sei. Die EU-Kommission entschied erneut im Oktober 2014 und stellte nun fest, dass Teile der Beihilfen für Charleroi zulässig seien, ein Anteil von sechs Millionen Euro jedoch zurückgezahlt werden müsse. Zudem wurden Belgien wettbewerbsrechtliche Auflagen zur marktgerechten Ausgestaltung der Landegebühren gemacht. Ob und welche Konsequenzen diese Entscheidung für Ryanair und die anderen betroffenen Flughäfen hat, ist noch unklar.
Das Landgericht Kiel entschied am 8. August 2006, dass eine eventuelle Unterstützung, die Ryanair vom Flughafen Lübeck-Blankensee erhalten haben könnte, nicht rechtmäßig sei. Der Flughafen Lübeck-Blankensee wurde vom Landgericht aufgefordert, die Verträge mit Ryanair offenzulegen. Der Flughafen hat gegen diesen Entscheid Einspruch eingelegt. Das Oberlandesgericht Schleswig hat dem Flughafen Lübeck-Blankensee Recht gegeben. Gegen diese Entscheidung strengte Air Berlin ein Revisionsverfahren vor dem Bundesgerichtshof an.
Eine Klage der Deutschen Lufthansa AG wegen unerlaubter Beihilfen für den Flughafen Frankfurt-Hahn wurde in erster und zweiter Instanz von rheinland-pfälzischen Gerichten zunächst abgewiesen, der Revision vor dem BGH wurde 2011 jedoch stattgegeben und 2013 vom Europäischen Gerichtshof auch die Zuständigkeit des Oberlandesgerichtes für die Durchsetzung der Beihilfeentscheidungen der Europäischen Kommission bestätigt. Am 1. Oktober 2014 entschied dann die EU-Kommission in sieben Fällen über die Zulässigkeit von staatlichen Beihilfen an Flughäfen oder Fluggesellschaften: im Falle von Frankfurt-Hahn wurden dabei die Beihilfen aber nicht beanstandet und in vollem Umfang für zulässig erklärt.

### Arbeitnehmerrechte

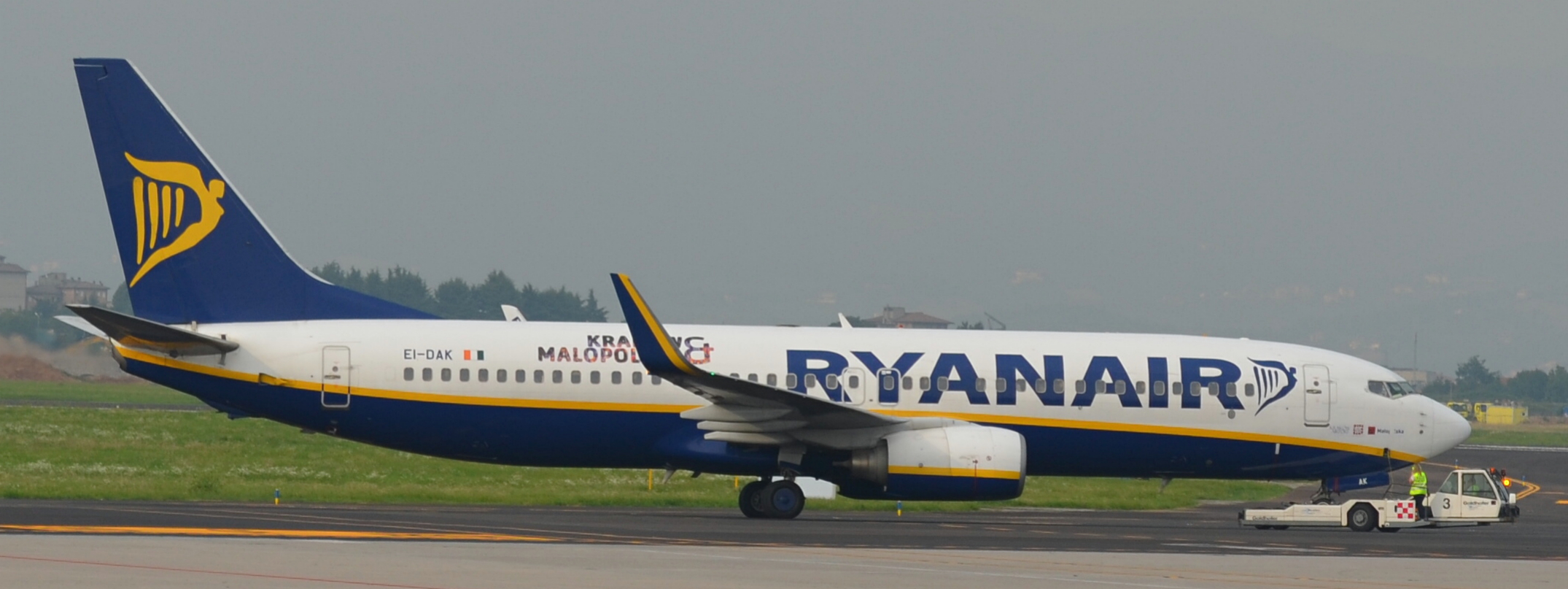
Pushback einer Boeing 737-800 auf dem Flughafen Bergamo, welches Ryanair üblicherweise versucht, aus Kostengründen einzusparen

Des Weiteren wird von Gewerkschaftsseite oft der Umgang mit den Arbeitnehmern kritisiert. Es gibt weder gewerkschaftliche Organisationen noch eine innerbetriebliche Personalvertretung. Ein Tarifvertrag für die Mitarbeiter existiert deshalb auch nicht. Ein großer Teil der Piloten und Flugbegleiter wird von Zeitarbeitsfirmen gestellt (circa 50 %). Zu erwähnen ist dabei die Kampagne „Ryan be fair“ im Internet, die von der britischen Transportarbeitergewerkschaft zur Etablierung einer Arbeitnehmervertretung initiiert wurde. Die Gewerkschaft ver.di und ehemalige Stewardessen, die als Leiharbeiterinnen bei Ryanair eingesetzt wurden, kritisieren, dass die zahlreichen Leiharbeitnehmer faktisch nur die reine Flugzeit bezahlt bekämen, am Zielflughafen ohne gesonderte Entlohnung Kabinen inklusive Toiletten putzen müssten, nur 20 Tage bezahlten Urlaub im Jahr erhielten, bei Krankheit keine Lohnfortzahlung bekämen, sich mehrmals im Monat unbezahlt am Heimatflughafen in Bereitschaft halten müssten und laut Arbeitsvertrag bei Streik mit Entlassung zu rechnen hätten.
Im Jahr 2018 wurde bekannt, dass Ryanair über 700 Leiharbeiter in Deutschland beschäftigte, für deren Arbeitgeberfirmen keine Erlaubnis nach dem Arbeitnehmerüberlassungsgesetz bestand.
In internen Rundschreiben drohte Ryanair ihren Beschäftigten mit Jobverlust, sollten sie Kontakte zu Arbeitnehmervertretungen aufnehmen.
Im Oktober 2014 wurde Ryanair in Aix-en-Provence in zweiter Instanz zu Schadenersatz von gut acht Millionen Euro und einer Geldstrafe verurteilt, weil das Gericht es als Schwarzarbeit einstufte, dass die Sozialabgaben der 127 Mitarbeiter am Flughafen Marseille nicht in Frankreich, sondern sehr viel günstiger in Irland abgeführt wurden.
Über die Gehälter von Ryanair-Piloten verhandeln lokale Pilotenvertretungen mit dem Unternehmen. Im November 2017 starteten die Piloten eine Initiative, mit der mithilfe der Gewerkschaft Vereinigung Cockpit (VC) die Fluggesellschaft zu Tarifverhandlungen bewegt werden soll. Dazu sei nun eine Tarifkommission mit einem professionellen Verhandlungsführer gegründet worden, berichtet VC. Auch die deutsche Gewerkschaft der Flugbegleiter Ufo drängt auf einen Tarifvertrag für die in Deutschland stationierten Kabinenmitarbeiter. Ryanair-Chef Michael O’Leary lehnte jegliche Verhandlungen ab; er hatte die VC in der Vergangenheit als „Gewerkschaft der Lufthansa“ bezeichnet. Nachdem die Piloten Weihnachten 2017 mit Streiks gedroht hatten, gab Ryanair Mitte Dezember bekannt, dass man mit den Gewerkschaften verhandeln wolle. Bei Streiks im September 2018 drohte Ryanair dem Personal bei Fortsetzung der Streiks mit Stellenabbau. Nachdem am 28. September 250 Flüge ausgefallen waren, kündigte die Fluggesellschaft am 1. Oktober 2018 an, zum 5. November 2018 die Basis Bremen mit 90 Beschäftigten sowie jene in Eindhoven zu schließen und die Anzahl der in Niederrhein stationierten Flugzeuge von fünf auf drei zu reduzieren.
Die Gewerkschaft ver.di wirft Ryanair vor, im Januar 2022 für die Mitarbeiter der Tochterfirma Malta Air ohne rechtliche Begründung Kurzarbeit angeordnet zu haben. Damit sei anstelle der regulären Gehälter zu Unrecht Kurzarbeitergeld abgerufen worden. Ryanair habe hier den Umstand genutzt, dass der Tarifvertrag zur Kurzarbeit ausgelaufen war. Im Hinblick auf die Schließung des Standortes in Frankfurt/Main wirft die Gewerkschaft dem Konzern außerdem vor, durch neue Arbeitsvertragsentwürfe den ausgehandelten Sozialplan umgehen zu wollen.

### Mangelnde Gleichstellung
Wie sich aus einer Veröffentlichung der Equality and Human Rights Commission, der Behörde für Gleichberechtigung, ergab, betrug 2017 der Männeranteil in der Gruppe der Spitzenverdiener 97 Prozent, der Gehaltsunterschied zwischen Frauen und Männern 72 Prozent. In keinem der britischen Unternehmen mit mehr als 250 Mitarbeitern, deren Zahlen aufgrund einer gesetzlichen Verpflichtung veröffentlicht wurden, war der Abstand größer. Die Arbeitsplätze der weiblichen Angestellten sind meist schlecht bezahlt.

### Treibstoffpolitik
Nachdem am 26. Juli 2012 drei Ryanair-Maschinen, die von Madrid nach Valencia umgeleitet worden waren, wegen Treibstoffmangels notlanden mussten, wurde Ryanair von der deutschen Vereinigung Cockpit kritisiert, sie setze Piloten unter Druck, nicht zu viel Treibstoff zu tanken. Ryanair wies die Kritik zurück und sagte, sie bewege sich im rechtlichen Rahmen. Ryanair war nur eine von mehreren Fluggesellschaften, die an diesem Tag wegen Treibstoffmangels notlanden mussten. Der Flughafenbetreiber AENA teilte mit, dass die Behauptung, nur Ryanair-Flüge wären betroffen gewesen, falsch sei. Am 19. Dezember 2011 hatte sich allerdings der zweite Chefpilot in einem firmeninternen Rundschreiben über einige Ryanair-Piloten beklagt. Diese bestünden darauf, mit drei Tonnen zusätzlichem Treibstoff zu starten, was vollkommen inakzeptabel sei.

### Duldung rassistischen Verhaltens
Ein Vorfall im Oktober 2018, bei dem ein Fluggast seine 77-jährige jamaikanische Sitznachbarin Delsie Gayle als „hässlicher schwarzer Bastard“ bezeichnete und anderweitig massiv rassistisch beschimpfte, sorgte für einen Shitstorm. Statt den Verursacher entsprechend den offiziellen Regelungen des Unternehmens aus dem Flugzeug zu entfernen, veranlasste die Crew, dass sich die Frau auf einen anderen Platz setzen musste. Ryanair ergriff eigenständig keine Maßnahmen gegen den Täter, erst auf Druck der Öffentlichkeit wurde der auf Video dokumentierte Vorfall der Polizei gemeldet. Eine Entschuldigung oder Entschädigung des Opfers erfolgte bislang nicht. Eine Online-Petition auf change.org versucht dies mit über 350.000 Unterzeichnern bei dem Unternehmen durchzusetzen.

### Treibhausgas-Emissionen
2018 wurde Ryanair die erste Airline, die zu den zehn Unternehmen mit den höchsten Treibhausgas-Emissionen innerhalb der EU gezählt wurde. Ryanair wies 9,9 Megatonnen CO2 aus, mehr hatten nur Kohlekraftwerke in Polen, Deutschland und Bulgarien. Zuvor stiegen innerhalb von fünf Jahren die Emissionen von Ryanair um 49 %.

## Zwischenfälle
Ryanair verzeichnete in ihrer Geschichte bisher einen Zwischenfall mit Totalverlust eines Flugzeuges (ohne Todesfall):
- Am 10. November 2008 musste eine Boeing 737-800 (Luftfahrzeugkennzeichen EI-DYG) auf dem Flughafen Rom-Ciampino nach einem Vogelschlag notlanden. Zehn Personen wurden verletzt; die Maschine musste außerplanmäßig abgeschrieben werden (siehe auch Ryanair-Flug 4102).[70]

- Am 23. Mai 2021 wurde eine Boeing 737-800 auf einem Flug von Athen (Griechenland) nach Vilnius (Litauen), kurz vor Eintritt in den litauischen Luftraum, durch belarussische Behörden unter Vorspielung einer angeblichen Bombendrohung zum Flughafen Minsk umgeleitet. Nach der Landung wurden der an Bord befindliche regimekritische belarussische Journalist Raman Pratassewitsch, Mitgründer und ehemaliger Chefredakteur des Oppositionellen-Netzwerks Nexta, und seine russische Lebensgefährtin Sofia Sapega festgenommen (siehe auch Ryanair-Flug 4978).[71][72]
- Am 1. Oktober 2024 platzte ein Reifen von Ryanair Flug FR846 von Barcelona kurz nach der Landung auf dem Flughafen Bergamo. Das Flugzeug war eine Boeing 737 MAX 8200. Während der Landung beschädigte das Flugzeug die Start- und Landebahn. Da Bergamo nur eine Start- und Landebahn hat, musste der Flughafen für einen Tag geschlossen werden.[73]
- Am 4. Juni 2025 geriet die Boeing 737 des Ryanair-Flugs FR8 von Berlin nach Mailand über Süddeutschland in schwere Turbulenzen, wobei sich neun Personen verletzten. Der Flug wurde durch eine Landung auf dem Flughafen Memmingen abgebrochen.[74]

## Trivia

Das Wappen Irlands

- Am 25. Februar 2010 gewann ein Ryanair-Passagier mit einem Rubbellos 10.000 Euro auf einem Flug von Krakau zu den East Midlands. Als er erfuhr, dass er den Gewinn nicht umgehend ausbezahlt bekommen konnte, aß er das Los auf. Auf der Website der Fluggesellschaft wurde später nach Vorschlägen gefragt, welche Hilfsorganisation den Gewinn bekommen solle.[75]
- Michael O’Leary, der Chef der Ryanair, ist besonders für seine kontroversen Aussagen bekannt. So erklärte er, dass ein Pilot im Cockpit ausreiche und eine Stewardess im Notfall auch das Steuer übernehmen könne. Weiterhin schlug er vor, Toilettennutzungsgebühren einzunehmen und Stehplätze im Flugzeug einzuführen.[76] Letztere Vorschläge bezeichnete O’Leary im Mai 2014 in einem Gespräch mit der Frankfurter Allgemeinen Sonntagszeitung als „nicht ernst gemeint[e]“ PR-Gags mit dem Ziel, kostengünstig „Aufmerksamkeit [zu] erregen“.[77]
- Das Logo der Ryanair erinnert an das Wappen der Republik Irland, des Heimatlandes der Gesellschaft, das eine Harfe auf blauem Grund darstellt.